# Heinrich III. (Limburg)
Heinrich III. (* um 1140; † 21. Juni 1221 in Klosterrath) war Herzog von Limburg und Graf von Arlon von 1165 bis zu seinem Tod. Er war der Sohn von Herzog Heinrich II. und Matilde von Saffenberg.
1172 kämpfte er gegen Heinrich IV., Graf von Luxemburg, und dessen Verbündeten Balduin V., Graf von Hennegau, wobei vor allem die Umgebung von Arlon verwüstet wurde. 1183 unterstützte er die Wahl Folmar von Kardens zum Erzbischof von Trier und stellte sich dabei gegen Kaiser Friedrich Barbarossa.
Heinrich nahm zusammen mit seinem Sohn Walram am Dritten Kreuzzug teil. Sie reisten unabhängig vom Hauptheer Kaiser Barbarossas und schlossen sich im Heiligen Land dem Heer von Richard Löwenherz an.
Um die Vogtei von Sint-Truiden musste er sich gegen seinen Neffen Heinrich I., Herzog von Brabant, durchsetzen, der das Amt als Teil der Aussteuer seiner Mutter beanspruchte. 1191 wurde der Krieg beendet, wobei der Herzog von Limburg zum Vasallen des Herzogs von Brabant wurde. Um die Investitur im Bistum Lüttich ist Heinrich III. mit Graf Balduin V. von Hennegau in einen Streit geraten, von dem er am 1. August 1194 mit seinem ältesten Sohn in der Schlacht von Noville besiegt und gefangen genommen wurde.
In seinen letzten Lebensjahren unterstützte Heinrich III. Otto von Braunschweig gegen Philipp von Schwaben im Kampf um die deutsche Krone. 1214 nahm er an der Schlacht von Bouvines teil.

## Nachkommen
Er heiratete in erster Ehe um 1165 Sophia von Saarbrücken (um 1149; † nach 1215), Tochter von Simon I., Graf von Saarbrücken, und Mathilde von Sponheim. 
Ihre Kinder waren:
- Heinrich IV. (* um 1165; † 1214), erw. 1178, 1178–1215 Herr von Wassenberg
- Walram IV. (* um 1168; † 2. Juli 1226), 1221 Herzog von Limburg, Herr zu Monschau
- Friedrich († IV. 1211/V.1212) Herr von Lummen
- Gerhard II. († 1225), Herr von Wassenberg
- Simon (1178; † 1195), 1193–1195 Elekt von Lüttich, 1195 Kardinal
- Judith († 1202), ⚭ Goswin IV. von Valkenburg († 1217) (siehe Herrschaft Heinsberg)
- Macharius, bezeugt 1214
- Isabella († 1221), ⚭ Dietrich, Herr von Heinsberg und Valkenburg (1192; † 1227)

Vor 1189 heiratete er in zweiter Ehe, Adelheid von Henneberg († um 1198), Tochter von Poppo VI., Graf von Henneberg, Burggraf von Würzburg. Diese Ehe blieb kinderlos. 

## Weblink
- Familie der Heinrichs III. bei der Foundation for Medieval Genealogy

| Vorgänger    | Amt                          | Nachfolger |
| ------------ | ---------------------------- | ---------- |
| Heinrich II. | Herzog von Limburg 1167–1221 | Walram IV. |

| Personendaten    | Personendaten      |
| ---------------- | ------------------ |
| NAME             | Heinrich III.      |
| KURZBESCHREIBUNG | Herzog von Limburg |
| GEBURTSDATUM     | um 1140            |
| STERBEDATUM      | 21. Juni 1221      |
| STERBEORT        | Klosterrath        |